# 7,65 × 17 mm Browning
Pour les articles homonymes, voir 7,65.
La cartouche 7,65 × 17 mm Browning ou .32 ACP ou encore .32 Auto, conçue par John M. Browning, a initialement été fabriquée par la FN Herstal dès 1899. Cette munition adaptée aux pistolets semi-automatiques de petit et moyen gabarit a été très largement distribuée tant aux États-Unis qu’en Europe.

## Utilisation
De très nombreuses armes ont été chambrées dans ce calibre. Les plus célèbres sont le Browning M1900, le Browning M1910 (modèle 10), le Walther PP (et PPK), le modèle « Le Français » de Manufrance, le Mauser HSc, l'Unique Rr 51, et le MAB modèle D. De nombreux pistolets automatiques de conception plus récente sont calibrés à 7,65 mm. Le principal avantage étant dû à la puissance modérée de ce calibre qui ne nécessite pas de concevoir une arme à culasse calée, ce qui en simplifie la fabrication et en réduit les coûts.
Nettement supérieur en tout point au 6,35 mm (.25 ACP), le 7,65 Browning est doté d’une capacité de perforation raisonnable mais d’un pouvoir vulnérant limité.
Des années 1900 aux années 1970, le 7,65mm Browning fut la principale munition d'arme de poing des forces de police occidentales. Les polices française, allemandes, belges ou encore néerlandaise équipèrent leurs agents de pistolets de calibre 7,65mm Browning ː les pistolets FN 10/22, MAB D, Walther PP ou encore Unique Rr 51 étaient les modèles les plus courants. 
Les armées occidentales (pour qui l'arme de poing est une arme secondaire) commencèrent à remplacer leurs pistolets 7,65mm Browning au lendemain de la seconde guerre mondiale. 
Le contexte des années 1970 (terrorisme, grand banditisme ...) amena les forces de police occidentales à opter pour des armes de poing au pouvoir d'arrêt plus puissant ː principalement des revolvers de calibre .38 Special (cas de la police française) ou des pistolets de calibre 9mm Luger (polices allemandes, néerlandaise ou belges). Les années 2000 confirmèrent cette tendance de l'abandon du 7,65mm Browning comme munition de police. 
La police danoise et la police française abandonnèrent leurs pistolets 7,65mm Browning à la fin des années 1990 (police danoise) et au début des années 2000 (adjoints de sécurité de la police française). 
Bien qu'utilisé par les forces de police et les armées (pistolet Ruby en France) depuis sa création, il s’avère que ce calibre est plus adapté aux armes de défense des particuliers. Son succès initial est lié à la permissivité des législations européennes avant la Seconde Guerre mondiale, qui a permis sa très large diffusion ainsi que la disponibilité sur le marché d'armes peu onéreuses créant des conditions très favorables pour sa commercialisation. 
C'est pourquoi des armes chambrées pour cette munition ont été utilisées dans de nombreuses affaires criminelles sensibles: assassinats de personnalités politiques ( Ito Hirobumi, Paul Doumer...) meurtre du journaliste René Trouvé, meurtre de Laïd Sebaï, fusillade de la rue Toullier, affaire Robert Luong, assassinat de l'ambassadeur bolivien Joaquin Zenteno Anaya, ou encore celui de l'attaché militaire américain Charles Ray, sans oublier les tueries du Brabant. 
De nos jours, ce calibre est tombé en désuétude et n'est guère plus employé par les forces de l’ordre.[réf. nécessaire]
Un fait divers médiatisé, le meurtre du joueur de rugby Federico Martín Aramburú, rappelle la dangerosité de cette munition. L'un des deux hommes inculpés avait tiré plusieurs cartouches de 7,65mm Browning, des munitions obtenues illégalement. Aramburu, touché à quatre reprises, avait succombé peu de temps après.
Malgré cela, le .32 ACP demeure encore très largement produit et distribué par l’ensemble des fabricants mondiaux dans une grande variété de projectiles. 
De 2000 à 2017, le 7,65mm Browning faisait partie des rares calibres autorisés pour l'armement des polices municipales françaises.[réf. nécessaire]

## Photographies

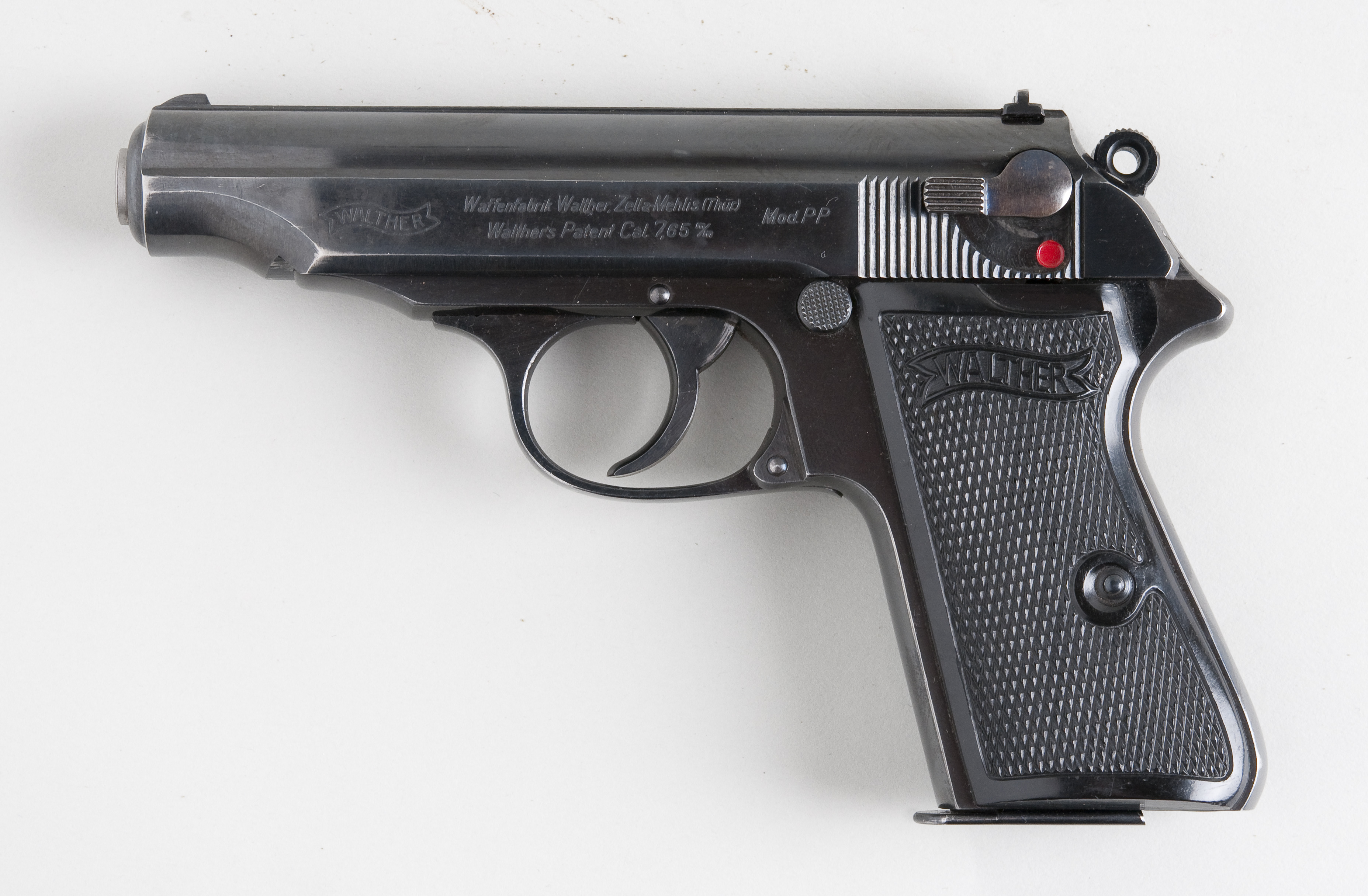
Walther PP
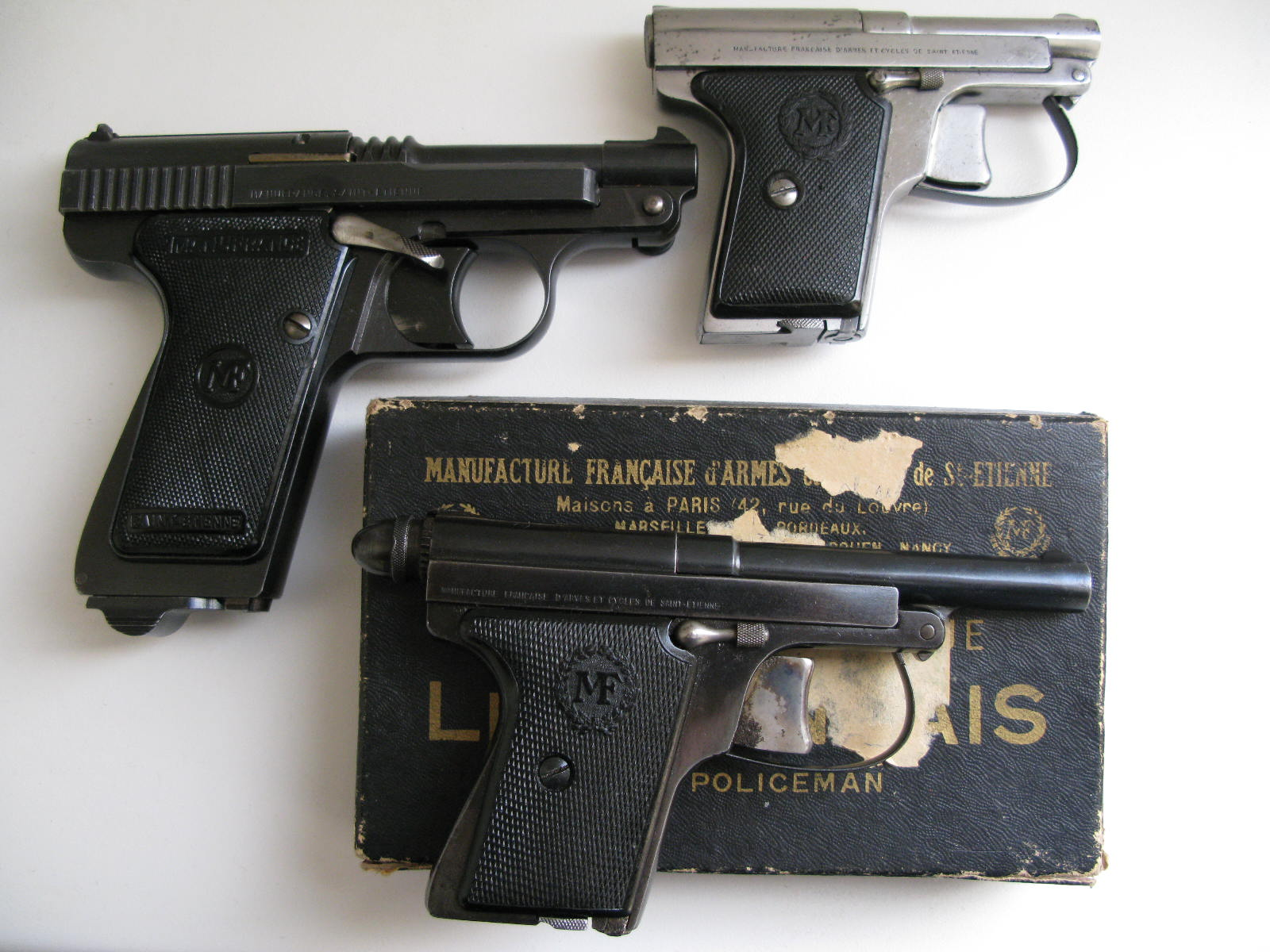
Pistolet "Le Français" Manufrance
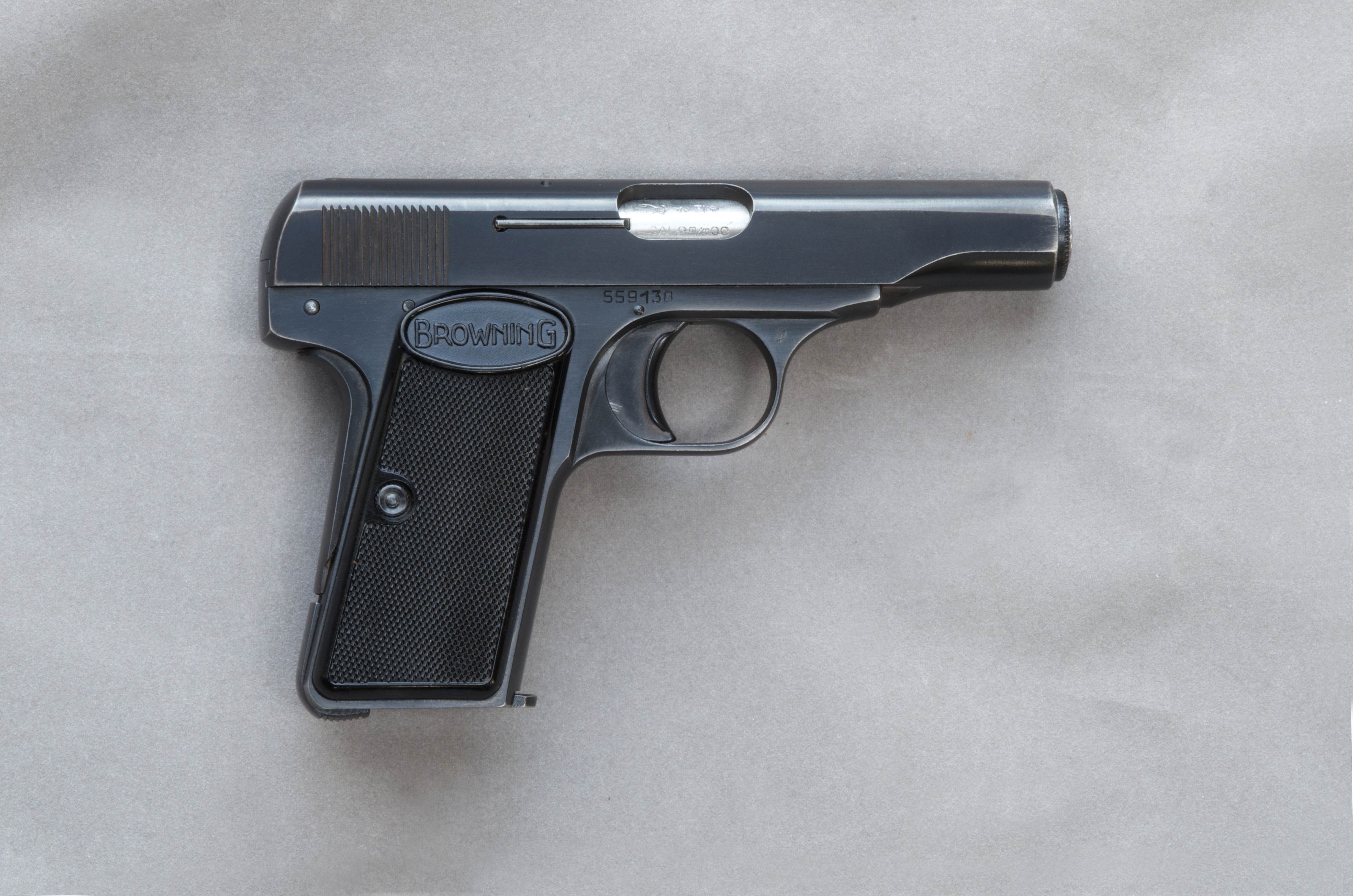
Browning 1910

## Caractéristiques
- Poids de l’ogive : de 3,9 à 4,6 grammes
- Longueur de l'étui : 17 mm
- Vitesse initiale : de 244 à 296 m/s
- Énergie en joules : 215

## Comparaisons du 7,65 mm et de différentes munitions
Ce tableau présente les caractéristiques balistiques des munitions d'armes de poing les plus connues. La performance utile typique se fonde sur les caractéristiques des munitions standards du marché les plus fréquemment rencontrées, cela à titre de comparaison.
La performance d'une munition, c'est-à-dire son impact sur la cible s'exprime en joules selon la formule E = 1/2 M.V2 où M est la masse et V la vitesse de la balle.
Le recul ressenti dans l'arme, se mesure lui par la quantité de mouvement exprimée en kg m/s selon la formule Q = M.V
Ainsi une munition de calibre .45 ACP a une performance comparable à une munition de 9 mm Luger (environ 510 J), mais provoque un recul supérieur (3,87 kg m/s contre 2,89 kg m/s)
|                                        | Données balistiques (munitions du marché) | Données balistiques (munitions du marché) | Données balistiques (munitions du marché) | Données balistiques (munitions du marché) | Données balistiques (munitions du marché) | Données balistiques (munitions du marché) | Données balistiques (munitions du marché) | Données balistiques (munitions du marché) | Données balistiques (munitions du marché) | Données balistiques (munitions du marché) | performance utile typique* | performance utile typique* | performance utile typique* | performance utile typique* |
| Caractéristique                        | Diamètre balle                            | Diamètre balle                            | longueur cartouche                        | longueur douille                          | poids balle                               | poids balle                               | vitesse min                               | vitesse max                               | Energie min                               | Energie max                               | Poids                      | Vitesse                    | Energie                    | Recul                      |
| -------------------------------------- | ----------------------------------------- | ----------------------------------------- | ----------------------------------------- | ----------------------------------------- | ----------------------------------------- | ----------------------------------------- | ----------------------------------------- | ----------------------------------------- | ----------------------------------------- | ----------------------------------------- | -------------------------- | -------------------------- | -------------------------- | -------------------------- |
| unité                                  | mm                                        | pouce                                     | mm                                        | mm                                        | g                                         | Grain                                     | m/s                                       | m/s                                       | J                                         | J                                         | grain                      | m/s                        | J                          | kg m/s                     |
| Munitions de pistolet semi-automatique |                                           |                                           |                                           |                                           |                                           |                                           |                                           |                                           |                                           |                                           |                            |                            |                            |                            |
| .22 LR                                 | 5,56                                      | .223                                      | 25,40                                     | 15,60                                     | 1,9 - 2,6                                 | 30 - 40                                   | 370                                       | 500                                       | 180                                       | 260                                       | 32                         | 440                        | 200                        | 0,91                       |
| 7,65 mm Browning                       | 7,94                                      | .313                                      | 25                                        | 17,30                                     | 4-5                                       | 62 - 77                                   | 280                                       | 335                                       | 170                                       | 240                                       | 73                         | 318                        | 239                        | 1,50                       |
| 7,65 mm Luger                          | 7,65                                      | .309                                      | 29,80                                     | 25,69                                     | 4 - 6                                     | 62 - 90                                   | 290                                       | 350                                       | 280                                       | 360                                       | 73                         | 340                        | 350                        | 2,04                       |
| 7,62 × 25 mm TT                        | 7.85                                      | .309                                      | 35.20                                     | 25                                        | 5,5                                       | 85                                        | 376                                       | 482                                       | 390                                       | 655                                       | 85                         | 420                        | 540                        | 3,20                       |
| 9 mm court                             | 9,01                                      | .355                                      | 25                                        | 17,30                                     | 6                                         | 90                                        | 290                                       | 350                                       | 280                                       | 360                                       | 90                         | 300                        | 260                        | 1,72                       |
| 9 mm Luger                             | 9,01                                      | .355                                      | 29,70                                     | 19,15                                     | 8-12                                      | 115-180                                   | 330                                       | 400                                       | 480                                       | 550                                       | 124                        | 360                        | 520                        | 2,89                       |
| 9 mm Imi                               | 9,01                                      | .355                                      | 29,70                                     | 21,15                                     | 8-12                                      | 124-180                                   | 330                                       | 400                                       | 480                                       | 550                                       | 124                        | 360                        | 520                        | 2,89                       |
| .38 super auto                         | 9,04                                      | .356                                      | 32,51                                     | 22,86                                     | 8-10                                      | 124-154                                   | 370                                       | 430                                       | 570                                       | 740                                       | 130                        | 370                        | 580                        | 3,12                       |
| .357 SIG                               | 9,06                                      | .357                                      | 28,96                                     | 21,97                                     | 6,5-8                                     | 100-124                                   | 410                                       | 490                                       | 690                                       | 820                                       | 125                        | 413                        | 692                        | 3,34                       |
| .40 S&W                                | 10,17                                     | .400                                      | 28,80                                     | 21,60                                     | 8,7-13                                    | 135 - 200                                 | 300                                       | 340                                       | 500                                       | 700                                       | 180                        | 295                        | 510                        | 3,44                       |
| 10 mm Auto                             | 10,17                                     | .400                                      | 32,00                                     | 25,20                                     | 9-15                                      | 140 - 230                                 | 350                                       | 490                                       | 680                                       | 960                                       | 180                        | 380                        | 996                        | 4,82                       |
| .45 ACP                                | 11,43                                     | .450                                      | 32,40                                     | 22,80                                     | 11-15                                     | 170 - 230                                 | 255                                       | 340                                       | 480                                       | 670                                       | 230                        | 260                        | 510                        | 3,87                       |
| .45 GAP                                | 11,43                                     | .450                                      | 27,20                                     | 19,20                                     | 11-15                                     | 170 - 230                                 | 255                                       | 340                                       | 480                                       | 670                                       | 200                        | 310                        | 624                        | 4,03                       |
| .454 Casull                            | 11,48                                     | .452                                      | 45,00                                     | 35,10                                     | 16 - 26                                   | 240 - 400                                 | 430                                       | 580                                       | 2300                                      | 2600                                      | 300                        | 500                        | 2460                       | 9,72                       |
| .50 AE                                 | 12,70                                     | .500                                      | 40,90                                     | 32,60                                     | 19 - 21                                   | 300 - 325                                 | 440                                       | 470                                       | 1900                                      | 2200                                      | 300                        | 470                        | 2150                       | 9,13                       |
| Munitions de revolver                  |                                           |                                           |                                           |                                           |                                           |                                           |                                           |                                           |                                           |                                           |                            |                            |                            |                            |
| .22 LR                                 | 5,56                                      | .223                                      | 25,40                                     | 15,60                                     | 1,9 - 2,6                                 | 30 - 40                                   | 370                                       | 500                                       | 180                                       | 260                                       | 32                         | 440                        | 200                        | 0,91                       |
| .22 Magnum                             | 5,56                                      | .223                                      | 34,30                                     | 26,80                                     | 1,9 - 3,2                                 | 30 - 50                                   | 470                                       | 700                                       | 410                                       | 440                                       | 40                         | 572                        | 430                        | 1,48                       |
| .38 Special                            | 9,06                                      | .357                                      | 39,00                                     | 29,30                                     | 8-10                                      | 124-154                                   | 270                                       | 350                                       | 300                                       | 450                                       | 158                        | 295                        | 435                        | 3,02                       |
| .357 Magnum                            | 9,06                                      | .357                                      | 40,00                                     | 33,00                                     | 8-12                                      | 124-180                                   | 380                                       | 520                                       | 780                                       | 1090                                      | 158                        | 395                        | 796                        | 4,04                       |
| .41 Magnum                             | 10,40                                     | .410                                      | 40,40                                     | 32,80                                     | 11 - 17                                   | 170 - 260                                 | 380                                       | 480                                       | 900                                       | 1800                                      | 210                        | 375                        | 956                        | 5,10                       |
| .44 Magnum                             | 10,90                                     | .429                                      | 41,00                                     | 32,60                                     | 16 - 22                                   | 240 - 340                                 | 350                                       | 450                                       | 1000                                      | 1800                                      | 240                        | 360                        | 1010                       | 5,59                       |
| .460 S&W Magnum                        | 11,48                                     | .452                                      | 58,40                                     | 46,00                                     | 13 - 26                                   | 200 - 400                                 | 465                                       | 700                                       | 2700                                      | 3800                                      | 260                        | 630                        | 3340                       | 10,64                      |